# Bethel Universiteit

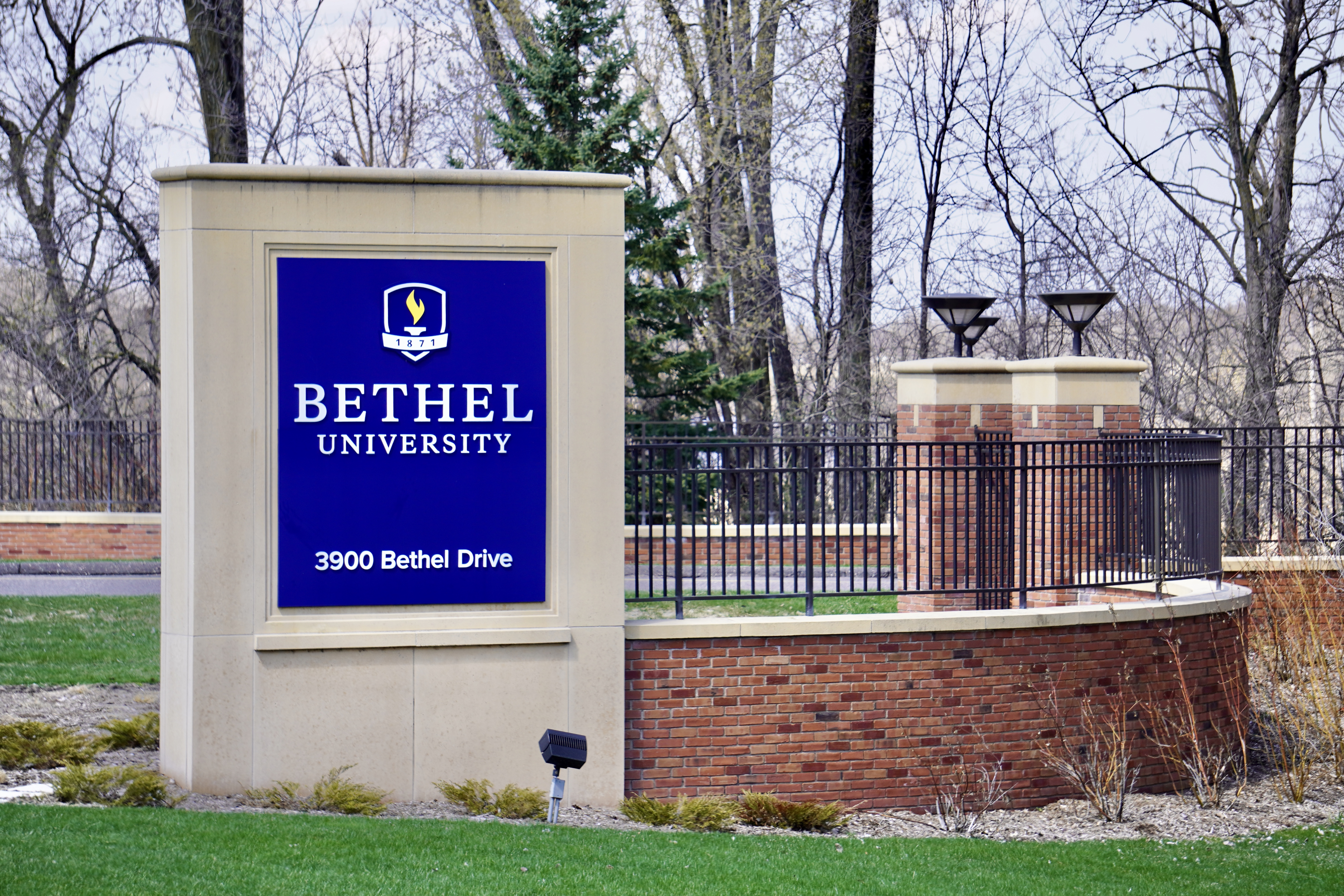
Hoofdingang van de Arden Hills campus.

De Bethel Universiteit (Engels: Bethel University, BU) is een particuliere instelling voor hoger onderwijs in Arden Hills, een voorstad van St.Paul in de staat Minnesota van de Verenigde Staten.
De universiteit werd in 1871 opgericht als de Baptist Seminary en heeft een evangelische grondslag. De universiteit heeft circa 5600 studenten uit 48 staten en 32 verschillende landen met de hoofdcampus gelegen aan Bethel Drive ten oosten van Lake Valentine. Tevens heeft Bethel een dependance in San Diego. De universiteit behoort tot de top 392 onderwijsinstellingen van de VS beoordeeld door de Best National University Rankings van U.S. News & World Report, en steeg in de 2022 editie naar plek 202.
De universiteit kent vier faculteiten onderverdeeld in de College of Arts and Sciences, College of Adult and Professional Studies, Graduate School en Bethel Seminary. en staat vooral bekend om haar wetenschappelijke bijdrage aan de bedrijfskunde, psychologie, verpleegkunde en theologie. Bethel legt in al haar studierichtingen sterk de nadruk op de verschillende facetten van (persoonlijk) leiderschap.